# Conus collisus
Conus collisus е вид охлюв от семейство Conidae. Видът не е застрашен от изчезване.

## Разпространение и местообитание
Разпространен е в Бангладеш, Виетнам, Индия (Андамански острови, Андхра Прадеш, Западна Бенгалия, Керала, Никобарски острови, Ориса и Тамил Наду), Индонезия, Камбоджа, Мадагаскар, Малайзия, Мианмар, Соломонови острови (Санта Крус), Тайланд, Филипини и Шри Ланка.
Обитава океани и морета.